# Convenção Nacional Republicana de 2020
A Convenção Nacional Republicana de 2020 foi o evento no qual os delegados do Partido Republicano dos Estados Unidos escolheram os candidatos do partido para presidente e vice-presidente na eleição presidencial de 2020. A convenção ocorreu de 24 a 27 de agosto de 2020.
Devido à pandemia de COVID-19, os planos para uma convenção tradicional de grande escala foram cancelados semanas antes do evento. Os principais locais incluíram o Charlotte Convention Center em Charlotte, Carolina do Norte, e o Andrew W. Mellon Auditorium [en] em Washington, D.C., além de diversos locais remotos. A convenção nomeou o presidente Donald Trump e o vice-presidente Mike Pence para reeleição.
Originalmente, a convenção estava programada para ocorrer no Spectrum Center em Charlotte, Carolina do Norte. No entanto, em 2 de junho de 2020, Trump e o Comitê Nacional Republicano decidiram retirar o evento de Charlotte após o governo estadual da Carolina do Norte se recusar a atender às exigências de Trump para realizar a convenção com público total e sem medidas de saúde pública, como distanciamento social e uso de  máscaras faciais. Trump anunciou que a convenção seria transferida para Jacksonville, Flórida, mas, em 23 de julho, cancelou os planos para Jacksonville. Algumas atividades da convenção, em escala reduzida, ainda foram realizadas em Charlotte, como reuniões formais de pequeno porte. A maioria dos discursos foi realizada no Andrew W. Mellon Auditorium, em Washington, D.C. Outros eventos, incluindo o discurso de aceitação de Trump, ocorreram remotamente em locais como Fort McHenry e a Casa Branca. Por tradição, como os republicanos ocupavam a presidência, a convenção foi realizada após a Convenção Nacional Democrata de 2020, que ocorreu de 17 a 20 de agosto. Diferentemente das convenções tradicionais, grande parte do conteúdo foi pré-gravada. Marcia Lee Kelly, ex-diretora de gestão e administração da Casa Branca, foi nomeada presidente e CEO da convenção em abril de 2019.
Trump enfrentou oposição mínima nas primárias e caucuses republicanos, garantindo a nomeação em março de 2020 ao atingir 1.276 delegados comprometidos.

## Contexto

### Alocação de delegados comprometidos
Cada um dos 50 estados recebeu uma base de 10 delegados gerais, mais 3 delegados por distrito congressional. Um número fixo de delegados foi alocado para Washington, D.C., e cada um dos cinco territórios dos EUA. Delegados adicionais foram concedidos com base em critérios como a eleição, até 31 de dezembro de 2019 (após as eleições de 2019 [en]), de um governador republicano, maiorias republicanas em uma ou ambas as câmaras legislativas estaduais, um ou dois senadores republicanos, ou maioria republicana na delegação estadual para a Câmara dos Representantes. Estados que votaram em Trump na eleição presidencial de 2016 também receberam delegados extras.

## Planejamento e organização da convenção

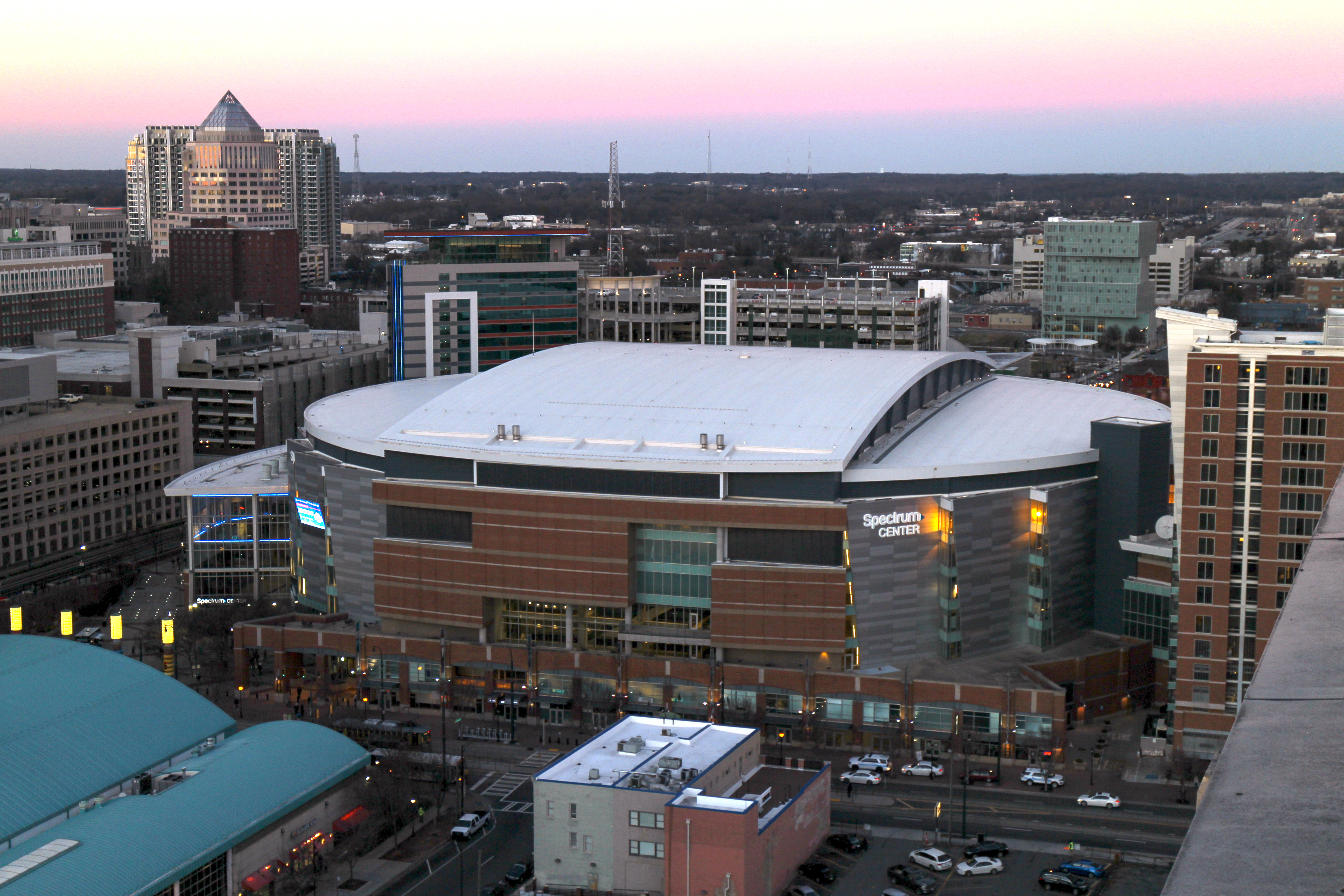
O Spectrum Center em Charlotte, Carolina do Norte, seria o local original da convenção.

Las Vegas, Nevada, e Charlotte, Carolina do Norte, foram mencionadas como possíveis locais para a Convenção Nacional Republicana de 2020 devido à sua localização em estados-pêndulo. Nenhum dos dois havia sediado uma Convenção Nacional Republicana [en] anteriormente, embora Charlotte tenha sido palco da Convenção Nacional Democrata de 2012. A emissora de Charlotte WBTV relatou que Charlotte, Las Vegas e outra cidade não nomeada no Texas, possivelmente Dallas ou San Antonio, eram finalistas para sediar a convenção. Outras fontes mencionaram Dallas, e Nova Iorque, Nova Iorque, como possíveis sedes, enquanto Las Vegas, Nashville, Tennessee, Filadélfia, Pensilvânia, e San Antonio, Texas foram consideradas anteriormente. No entanto, Charlotte foi a única cidade a apresentar oficialmente uma candidatura. Em 18 de julho de 2018, o Comitê de Seleção de Locais do Partido Republicano recomendou unanimemente Charlotte como sede, decisão oficializada em 20 de julho.
Após um comício de Trump em Greenville, Carolina do Norte, o Conselho Municipal de Charlotte propôs retirar a candidatura para sediar a convenção. Todos os nove democratas do conselho votaram a favor de uma medida que classificava Trump como racista por sua declaração ("pessoas boas de ambos os lados" no debate sobre estátuas). A cidade realizou reuniões a portas fechadas com um advogado sobre o contrato para sediar a convenção, concluindo que romper o contrato provavelmente resultaria em ações judiciais e na obrigação de sediar o evento. Uma resolução foi aprovada pelo conselho.

### Realocação para Jacksonville e reversão

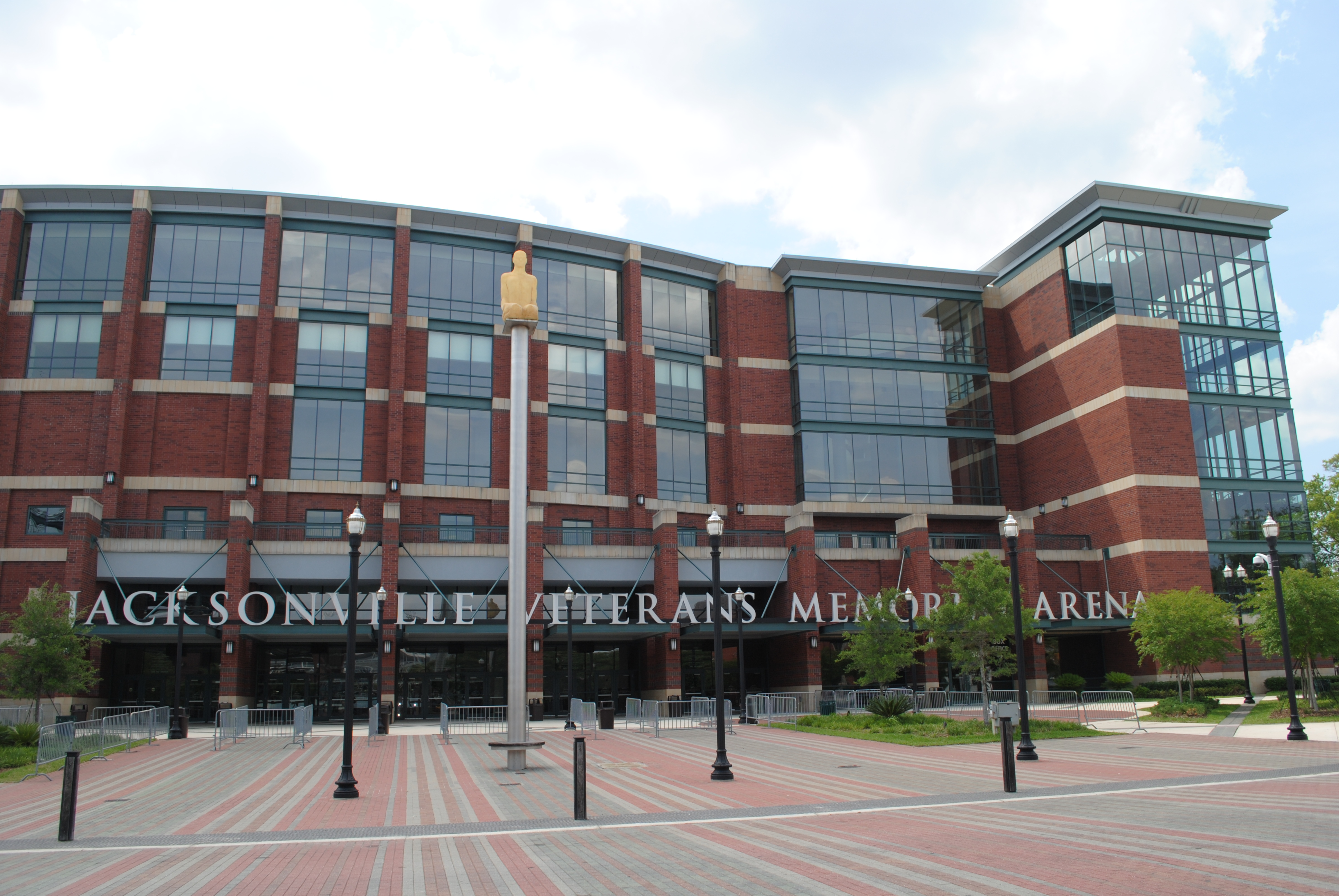
A VyStar Veterans Memorial Arena em Jacksonville, Flórida, seria o principal local da Convenção Nacional Republicana de 2020 quando os planos foram alterados para Jacksonville.

Em 25 de maio de 2020, Trump levantou a possibilidade de mudar a convenção de Charlotte após o governador da Carolina do Norte, Roy Cooper, afirmar que o evento deveria ser reduzido devido à Pandemia de COVID-19. Em 2 de junho, após negociações fracassadas, Cooper rejeitou os planos do Partido Republicano para uma convenção em grande escala. Trump anunciou o cancelamento via tweet, declarando: "Por causa de [Cooper], somos agora forçados a buscar outro estado para sediar a Convenção Nacional Republicana de 2020."
Oficiais do Comitê Nacional Republicano enfatizaram que as atividades formais da convenção ainda ocorreriam em Charlotte. "O Comitê Executivo da RNC votou unanimemente para permitir que os negócios oficiais da convenção continuem em Charlotte. Muitas outras cidades estão ansiosas para sediar a aceitação da nomeação do presidente, e estamos em negociações com várias delas", disse o diretor de comunicações da RNC, Michael Ahrens.
Oficiais do Comitê consideraram cidades como Atlanta, Dallas, Jacksonville, Nashville, Nova Orleães, Orlando, Phoenix e Savannah, visitando algumas delas.
Em 11 de junho, o Comitê Nacional Republicano confirmou que os principais eventos e discursos da convenção seriam transferidos para Jacksonville, Flórida, incluindo o discurso de aceitação da nomeação de Trump em 27 de agosto no VyStar Veterans Memorial Arena. No entanto, os negócios oficiais da convenção permaneceriam em Charlotte com uma agenda reduzida e menos delegados. O dia 24 de agosto seria realizado em Charlotte, com os três dias seguintes em Jacksonville.
Em 16 de julho, o Comitê Anfitrião da Convenção Nacional Republicana de Jacksonville anunciou que, além do VyStar Veterans Memorial Arena, outros locais em Jacksonville seriam usados, incluindo TIAA Bank Field, Daily's Place, 121 Financial Park e outros.
Com o aumento de casos de COVID-19 atingindo mais de 15.000 casos diários em meados de julho, começou a ser discutida a possibilidade de cancelamento da convenção em Jacksonville. Restrições de saúde locais em Charlotte, como uso de máscaras e distanciamento social, que motivaram a mudança da RNC, foram posteriormente adotadas em Jacksonville. O senador Chuck Grassley, de 86 anos, anunciou que não participaria da convenção pela primeira vez em 40 anos devido ao risco de COVID-19.
Em 23 de julho, Trump anunciou o cancelamento dos eventos da RNC em Jacksonville, afirmando que "o momento para o evento não é o certo". Contudo, Trump também anunciou que os negócios dos delegados continuariam em Charlotte.

### Realocação da maioria das atividades para Washington, D.C.

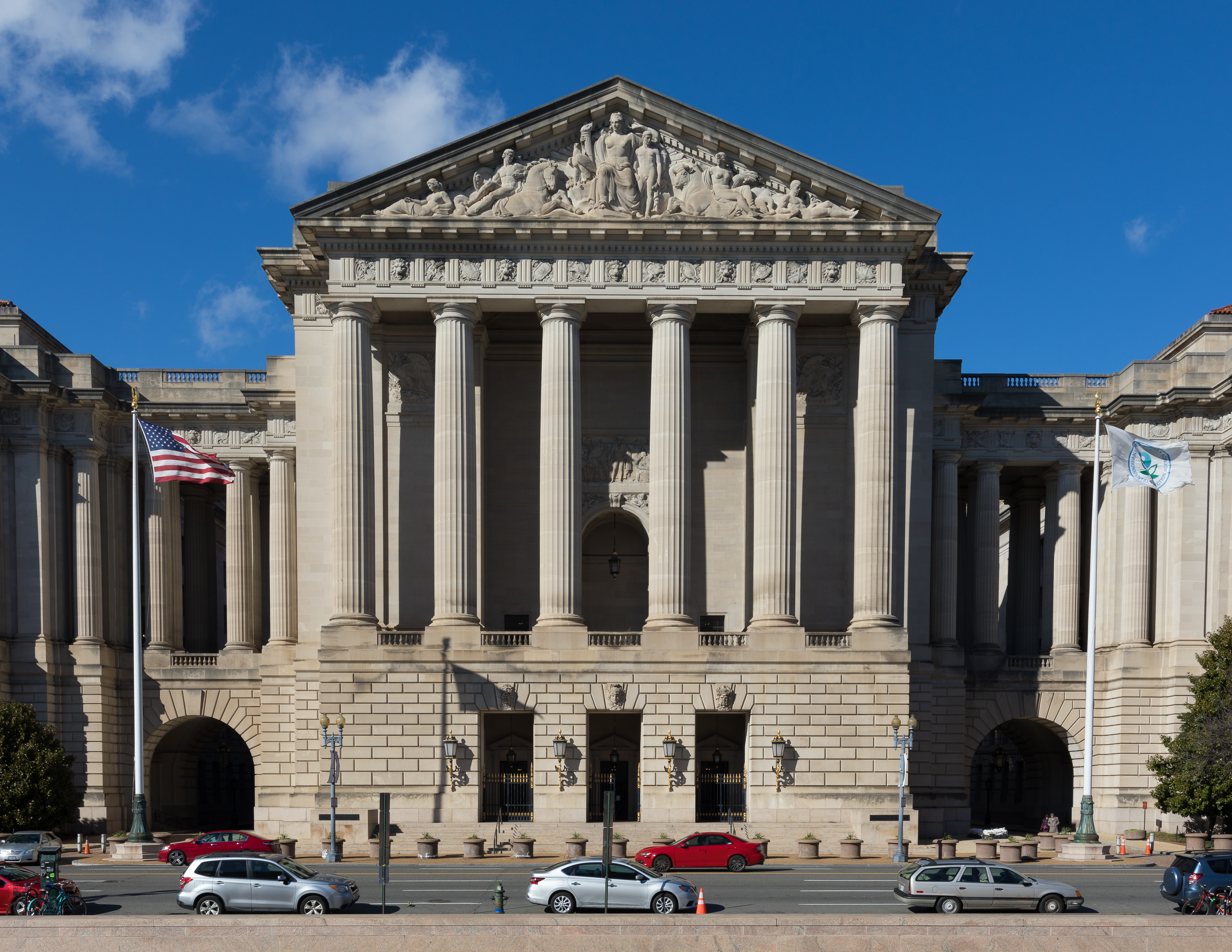
A maior parte da convenção ocorreu no Andrew W. Mellon Auditorium em Washington, D.C.

Em 14 de agosto, foi anunciado que grande parte da convenção seria realizada no Andrew W. Mellon Auditorium em Washington, D.C. (parte do William Jefferson Clinton Federal Building), que serviria como o "centro principal" da convenção. Com alguns eventos em Charlotte, esta foi a primeira convenção desde as Convenções Nacionais Democratas de 1860 a ser centrada em duas cidades diferentes.

### Comitês anfitriões

#### Charlotte
O empresário de Charlotte, John Lassiter, atuou como presidente e CEO do Comitê Anfitrião de Charlotte 2020. Ned Curran, Doug Lebda e Walter Price foram nomeados copresidentes em 2018.
O comitê nomeou Stephanie Batsell como coordenadora de voluntários, John Burleson como diretor de comunicações, Heather Dodgins como diretora de engajamento de doadores, Haley Habenicht como gerente de eventos, Rachel Kelley como diretora financeira e Stephanie Speers como gerente de contabilidade.
Após a transferência da maior parte da convenção para Jacksonville, o comitê emitiu uma declaração criticando o Comitê Nacional Republicano por "promessas não cumpridas".
O comitê informou ter arrecadado inicialmente US$ 44 milhões para a convenção. Com a mudança da maior parte do evento para fora de Charlotte, o comitê anfitrião ficou com milhões em fundos excedentes, que poderiam ser distribuídos com poucas restrições. Em meados de agosto, o comitê prometeu doar US$ 3,2 milhões para organizações sem fins lucrativos e grupos comunitários locais. No entanto, até outubro, apenas menos de US$ 400.000 haviam sido distribuídos.

#### Jacksonville
Jacksonville formou seu próprio comitê anfitrião após ser escolhida para sediar a convenção.
Os membros do comitê foram anunciados em meados de junho. O prefeito de Jacksonville, Lenny Curry, e o lobista Brian Ballard, foram os copresidentes. Inicialmente, o comitê incluiu 32 membros, incluindo os dois copresidentes. Os 30 membros adicionais iniciais foram: Fernando Acosta-Rua, presidente e CEO da Pet Paradise; Andy Allen, fundador da Corner Lot Properties; Maximo Alvarez, fundador da Sunshine Gasoline Distributors; John Baker, presidente e CEO da FRP Holdings, Inc.; Pam Bondi, ex-procuradora-geral da Flórida; Rob Bradley, senador estadual da Flórida; Ed Burr, presidente e CEO da GreenPointe Holdings, LLC; Robert Coker, vice-presidente sênior da U.S. Sugar; Michael Corrigan, presidente e CEO da Visit Jacksonville; J. David Coxwell, presidente da J.B. Coxwell Contracting; Jodi Coxwell; Travis Cummings, deputado estadual da Flórida; Daniel Davis, presidente e CEO da JAX Chamber; Carol Dover, presidente e CEO da Florida Restaurant and Lodging Association; Nat Ford, CEO da Jacksonville Transportation Authority; Bill Galvano, presidente do Senado da Flórida; Josh Garrison, presidente da Miranda Contracting; Leon L. Haley Jr., oficial de saúde; Bishop Vaughn McLaughin; Rick Morales, presidente da Morales Construction Co.; José R. Oliva, presidente da Câmara dos Representantes da Flórida; Tom Petway, empresário; Ty Petway, CEO da US Assure; John Rood, fundador da The Vestcor Companies; John Rutherford [en], congressista dos EUA; Wilton Simpson, presidente designado do Senado da Flórida; Chris Sprowls, presidente designado da Câmara dos Representantes da Flórida; Kent Stermon, COO da Total Military Management; Aundra Wallace, presidente da JAXUSA Partnership; e Mike Waltz [en], congressista dos EUA.
Após o anúncio dos membros iniciais, Bishop Vaughn McLaughlin negou sua participação, apesar de ter sido listado como membro. Leon Haley Jr. deixou o comitê dias após o anúncio de sua participação.
O comitê informou ter arrecadado US$ 4.650.135,20. Até outubro de 2020, o comitê tinha US$ 840.000 em fundos não utilizados.

### Comitê de organização
O Comitê de Organização da convenção foi formado em julho de 2018, com quinze departamentos e cerca de 120 funcionários. Os membros do comitê executivo, anunciados em 26 de julho de 2018, foram: Toni Anne Dashiell (presidente), Glenn McCall (copresidente), Jane Timken e Luis Fortuño (vice-presidentes), Ron Kaufman (tesoureiro) e Vicki Drummond (secretária). Marcia Lee Kelly, ex-diretora de gestão e administração da Casa Branca, foi nomeada presidente e CEO da convenção em abril de 2019. Stephen "Max" Everett foi vice-presidente e CIO. Outros membros da equipe de liderança incluíam Whitney Anderson (chefe de programa), Luke Bullock (vice-diretor de operações e construção), Christina "CC" Cobaugh (chefe de gabinete e diretora de ingressos), Kelly Eaton (vice-diretora de operações), Blair Ellis (diretora de comunicações), Tatum Gibson (secretária de imprensa nacional), Kelsey Gorman (diretora de coordenação de eventos especiais), Susan Haney (vice-diretora de assuntos externos), Dustin Hendrix (diretor de transporte), Doug Hochberg (diretor digital), Jinger Kelley (vice-diretora financeira), Andy King (vice-diretor de fluxo logístico e sinalização), Thomas Krol (vice-diretor de transporte), Edith "Dee Dee" Lancaster (diretora de fluxo logístico e sinalização), Joy Lee (conselheira), Christine "Chris" Lesko (chefe de infraestrutura), Diandra Lopez (diretora de experiência dos delegados), Thomas Maxwell (CFO), Dan McCarthy (diretor de assuntos públicos), Mallory McGough (diretora de administração), Robert "Bob" O’Donnell (diretor de segurança), Jonathan "Jonny" Oringdulph (diretor de logística), Yandrick Paraison (diretor de projetos especiais), Russell Peck (diretor de assuntos comunitários), Max Poux (vice-diretor de segurança), Christopher Reese (diretor de operações executivas), James Sample (diretor de operações), Lisa Shoemaker (diretora de operações de mídia) e Megan Schenewerk (vice-diretora de administração).

## Outras logísticas

### Local do discurso de aceitação de Trump

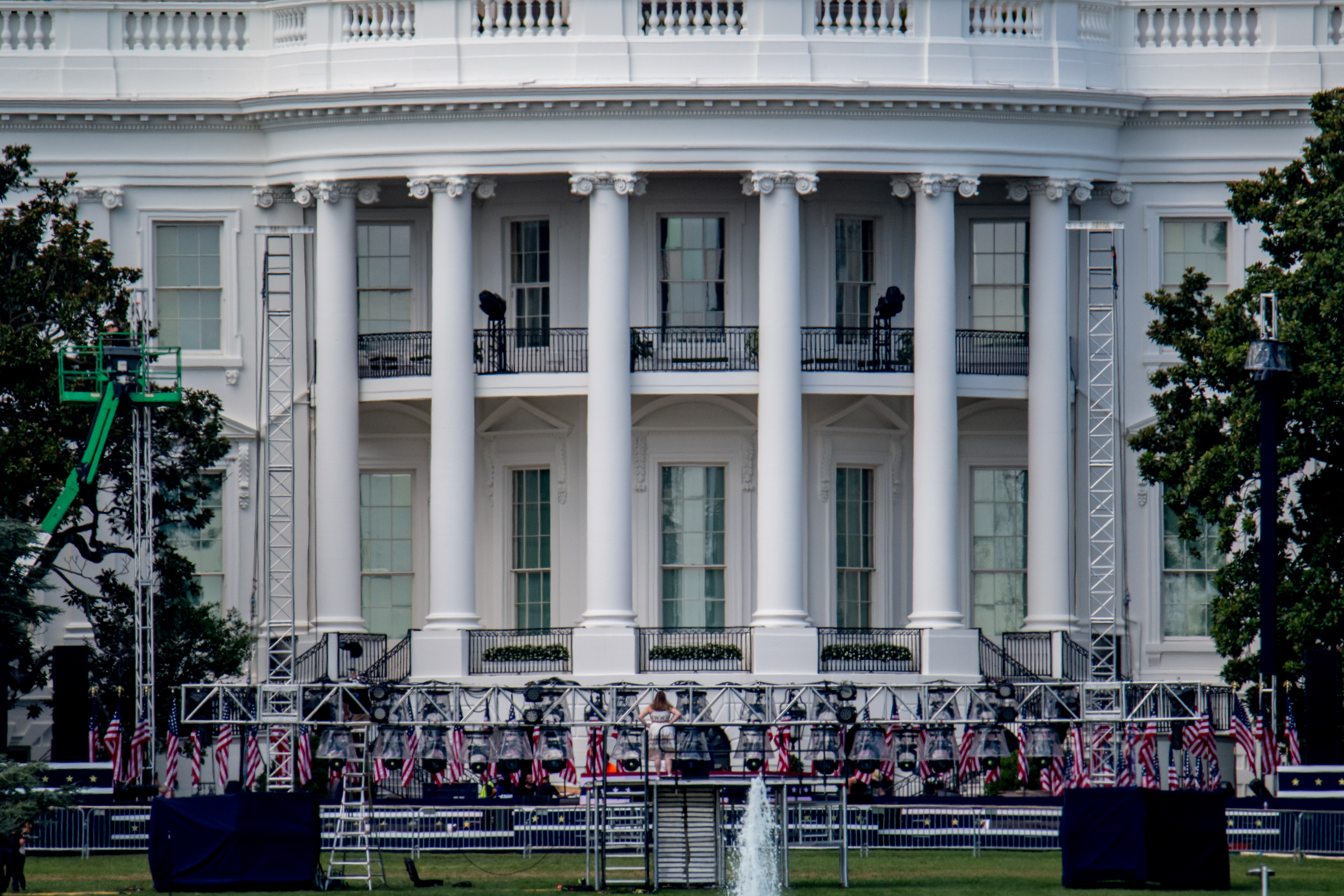
Palco sendo montado na Casa Branca para o discurso de aceitação de Trump

Em 28 de julho, Trump anunciou que aceitaria a nomeação presencialmente em Charlotte. No entanto, em 5 de agosto, ele afirmou que "provavelmente" aceitaria a nomeação republicana a partir da Casa Branca. Aceitar a nomeação de um partido na Casa Branca romperia uma norma; a Associated Press observou que isso "marcaria um uso sem precedentes de propriedade federal para fins políticos partidários". Os planos levantaram questões legais sob o Ato Hatch, que impõe restrições ao uso de recursos públicos para atividades políticas, e a legalidade foi questionada pelos senadores republicanos Ron Johnson e John Thune. Embora o presidente esteja isento das restrições do Ato Hatch, a lei se aplica a outros funcionários federais. O diretor de ética do Campaign Legal Center [en] afirmou que "qualquer funcionário federal que facilite o discurso de aceitação arrisca violar o Ato Hatch".
Apesar disso, Trump tuitou que decidiu realizar o discurso no gramado da Casa Branca, confirmando a decisão em 13 de agosto. Foi decidido que o discurso de Trump seria proferido no Jardim Sul. Como Trump aceitou sua nomeação remotamente, foi a primeira vez que um indicado republicano fez isso desde Alf Landon na 1936.

### Segurança

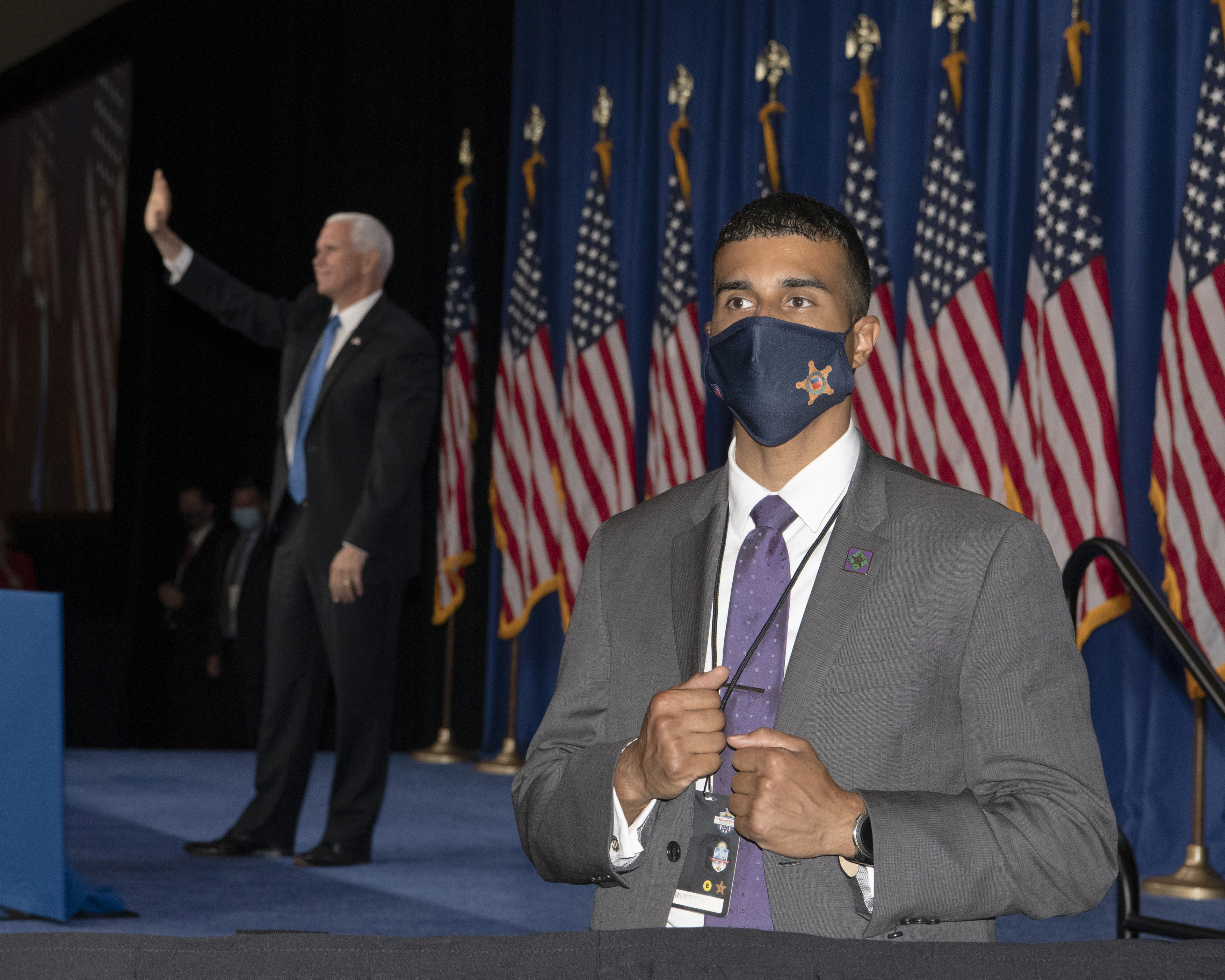
Um agente do Serviço Secreto dos Estados Unidos faz guarda enquanto o vice-presidente Mike Pence discursa no Charlotte Convention Center durante a sessão matinal do dia de abertura da convenção

O diretor de segurança do Comitê de Organização foi Robert "Bob" O'Donnell, e o vice-diretor de segurança foi Max Poux.
No dia de abertura, quando os eventos diurnos foram realizados em Charlotte, várias ruas próximas e ao redor do Charlotte Convention Center foram fechadas. Os serviços de transporte local, incluindo o Lynx Light Rail [en], foram modificados. Uma proibição temporária de voos de veículos aéreos não tripulados foi implementada na área de Charlotte. O Departamento de Polícia de Charlotte-Mecklenburg gastou US$ 17 milhões em despesas relacionadas à convenção.
A Convenção Nacional Republicana foi originalmente planejada como um Evento Especial de Segurança Nacional. A convenção planejada para Charlotte havia recebido esse status. Os planos para uma convenção em Jacksonville também haviam recebido esse status. Jacksonville recebeu subsídios federais de US$ 30 milhões para segurança.
A cidade de Jacksonville pagou US$ 69.777 a uma empresa de consultoria que auxiliava na segurança.
Quando a convenção estava planejada para Jacksonville, o xerife do Condado de Duval, Flórida, Mike Williams, expressou preocupação sobre a capacidade das forças policiais locais de fornecer segurança devido ao financiamento inadequado e à falta de planejamento antecipado resultante da mudança tardia de local.

### Show de fogos de artifício
Em 14 de agosto, o Comitê Nacional Republicano apresentou um pedido ao Serviço de Parques Nacionais (NPS) para utilizar o National Mall, incluindo o Monumento a Washington, para um show de fogos de artifício na noite de encerramento da convenção. O pedido foi aprovado. A solicitação indicava que uma equipe de 50 pessoas montaria o show, respeitando a proibição temporária de reuniões com mais de 50 pessoas em Washington, D.C. O RNC comprometeu-se a reembolsar o NPS por todas as despesas relacionadas ao show. O Comitê Nacional Republicano reembolsou o governo federal por danos à propriedade federal causados pelo show, que totalizaram mais de US$ 42.000. O RNC também reembolsou US$ 177.000 para cobrir cerca de 4.000 horas de trabalho dos funcionários do Serviço de Parques Nacionais para facilitar o show.
O show, segundo o USA Today, utilizou mais de 7.800 fogos de artifício. O espetáculo durou aproximadamente seis minutos e incluiu fogos que formaram as palavras "Trump 2020". O New York Times descreveu o show como "extenso". O show foi criado pela Fireworks by Grucci e custou à campanha de Trump US$ 477.000. A Fireworks by Grucci já havia criado os shows de fogos para as celebrações do "Salute to America" de Trump no Dia da Independência dos Estados Unidos em 2019 [en] e 2020. O show de fogos foi considerado impressionante.
O uso de propriedade do NPS para o show de fogos de encerramento da convenção foi considerado por alguns especialistas como levantando preocupações éticas que poderiam violar o Ato Hatch [en]. Sophia Anken, do Business Insider, observou que o uso do National Mall por Trump para o show "seguiu uma tendência durante a convenção de colocar os símbolos e o poder de seu cargo em destaque, uma ruptura com normas históricas que gerou amplas críticas".

### Formato
O evento de nomeação ocorreu em Charlotte, Carolina do Norte, pois o partido tinha a obrigação contratual de realizar seus negócios oficiais lá. Esperava-se que pouco mais de 300 delegados comparecessem.
Os principais discursos ocorreram todas as noites das 20h30 às 23h no EDT. Os oradores principais falaram após as 22h. Os discursos foram realizados em Washington, D.C., em vez de Charlotte.

## Cronograma

#### Reuniões pré-convenção

##### Comitê de plataforma
Em vez de adotar uma nova plataforma partidária, os republicanos decidiram, de forma única, reciclar sua plataforma de 2016, incluindo várias referências ao "presidente atual" e ataques à "administração" (que em 2016 se referiam a Barack Obama e à administração Obama). A decisão foi criticada por ativistas republicanos. Em um tweet, Trump disse que preferiria "uma plataforma nova e atualizada, em formato curto, se possível".
O RNC não fez isso, emitindo apenas um documento de uma página declarando oposição à "administração Obama/Biden" e apoio ao presidente Trump.

##### Reuniões do Comitê Nacional Republicano
O Comitê Nacional Republicano realizou sua reunião semestral de 21 a 23 de agosto. A reunião foi fechada para a imprensa.
A convenção, originalmente planejada para Charlotte, era inicialmente esperada para atrair 50.000 visitantes para a cidade.
O formato final da convenção teve grande parte de seu conteúdo pré-gravado.

### Charlotte: Segunda-feira, 24 de agosto

#### Sessão matinal

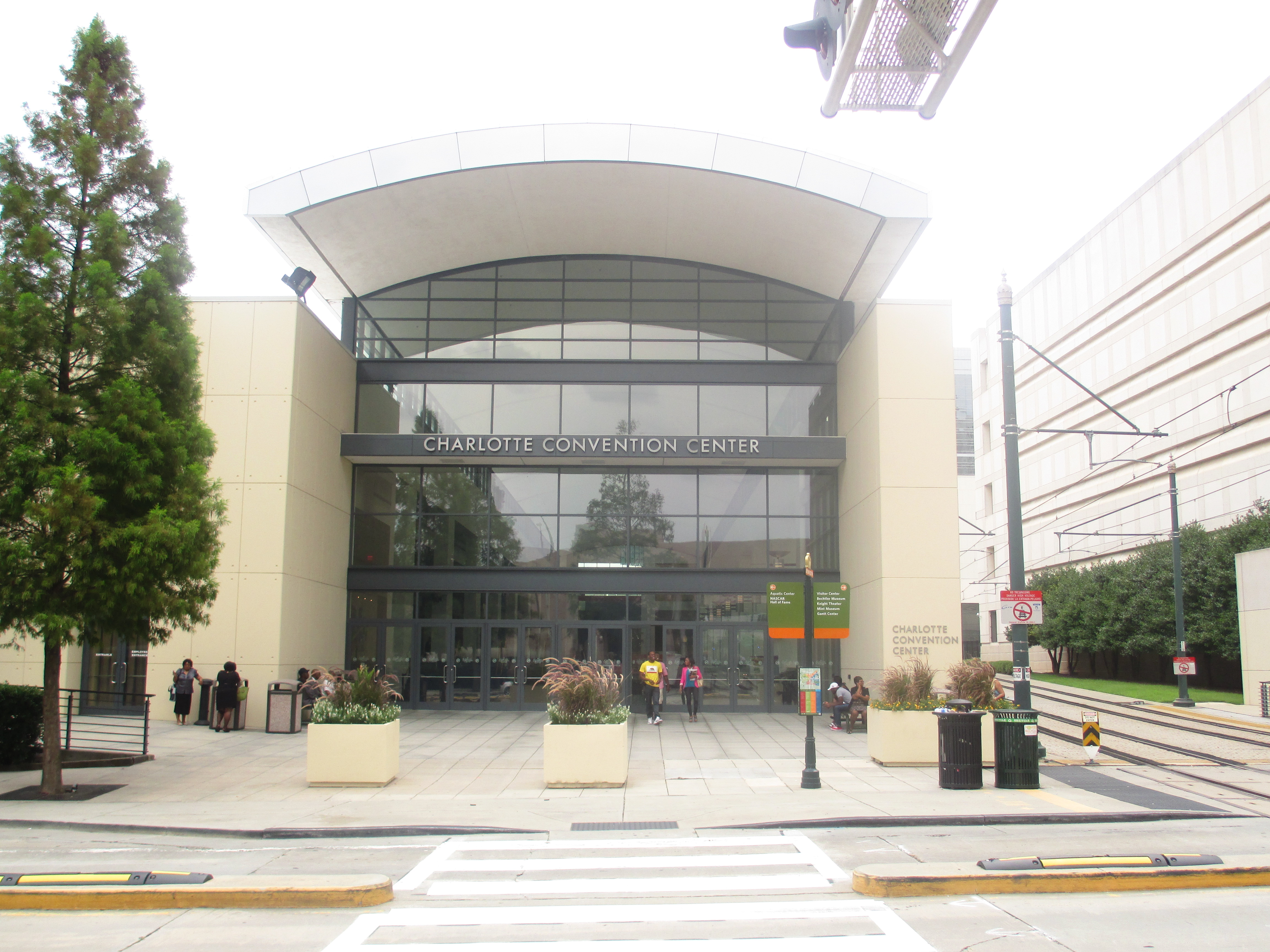
O Charlotte Convention Center foi o local da sessão matinal de 24 de agosto da convenção

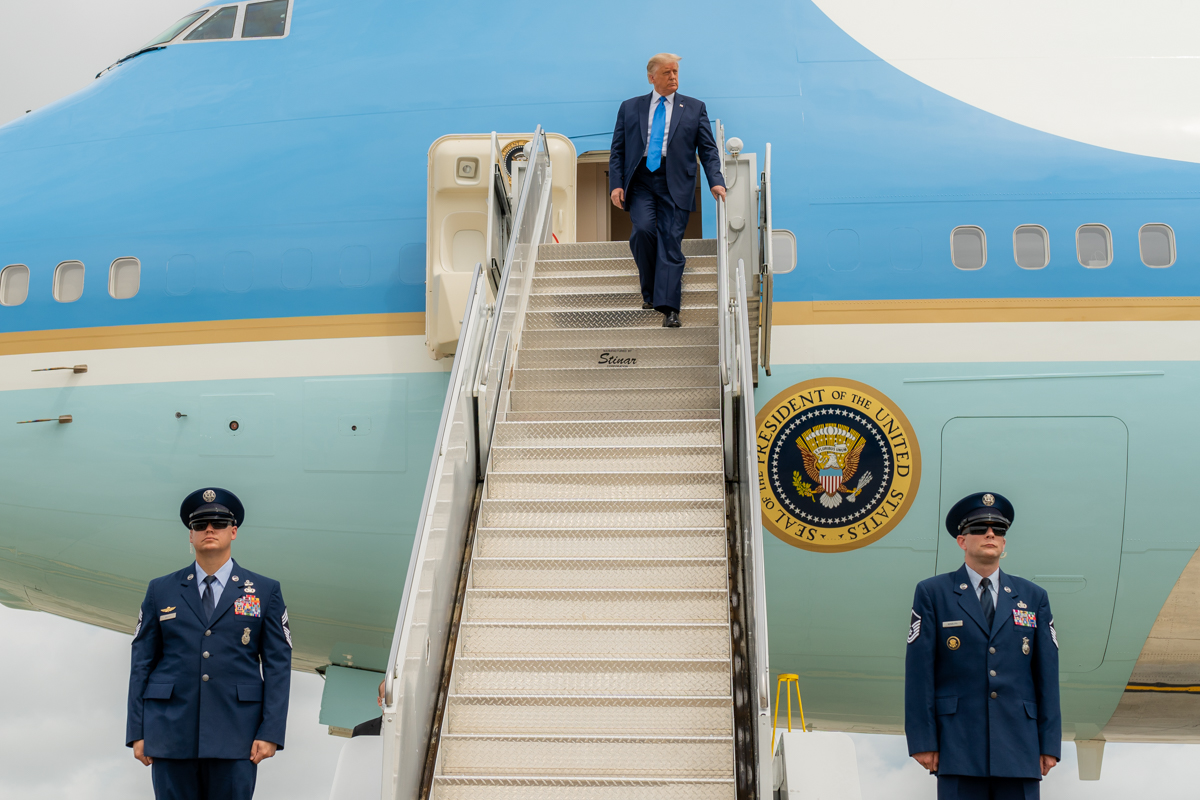
O presidente Trump chegando em Charlotte para a sessão matinal da convenção

Os negócios oficiais da Convenção Nacional Republicana de 2020, incluindo as nomeações formais do presidente Trump e do vice-presidente Pence, foram realizados em Charlotte, Carolina do Norte.
Os 336 delegados reuniram-se pela manhã a partir das 9h EDT, após o que os relatórios dos comitês foram lidos e votados.
Sob os planos originais da convenção presencial em grande escala, 2.550 delegados e metade desse número de alternates deveriam comparecer à convenção. Apenas um sexto dos delegados (336 de 2.550) reuniu-se fisicamente em Charlotte, com seis delegados de cada estado e território. Em 5 de agosto, os organizadores da convenção anunciaram várias regras de saúde e segurança para os delegados, fornecedores e funcionários que se reuniriam presencialmente. Com a maior parte da convenção cancelada, a votação por procuração por meio dos presentes foi o método escolhido. Donald Trump, o único candidato, recebeu 2.550 votos certificados (100% do total), incluindo um delegado que havia sido prometido a Bill Weld.
Scott Walker colocou o nome de Pence em nomeação, que foi nomeado por votação por voz. Esta foi a primeira vez que a nomeação vice-presidencial veio antes da presidencial. Michael Whatley [en], presidente do Partido Republicano da Carolina do Norte, colocou o nome do presidente em nomeação, e o senador estadual da Flórida Joe Gruters secundou a nomeação. Isso foi seguido pela tradicional chamada dos estados.
A chamada foi interrompida por discursos de Walker, do vice-presidente Pence e do próprio presidente Trump, que falou por mais de uma hora. Todos eles discursaram presencialmente, tendo viajado para Charlotte.
Após a conclusão dos negócios formais da convenção, as festividades mudaram para a capital do país, e discursos, entretenimentos e outras surpresas foram apresentados de locais por todo o país.
Inicialmente, a imprensa não teria acesso à reunião formal da convenção em Charlotte. Em 1º de agosto, um porta-voz da convenção republicana disse que, "dadas as restrições e limitações de saúde em vigor no estado da Carolina do Norte, estamos planejando que as atividades em Charlotte sejam fechadas para a imprensa" durante toda a convenção. A decisão de barrar a imprensa foi criticada pela Associação de Correspondentes da Casa Branca. No entanto, um oficial do Comitê Nacional Republicano citado pela Associated Press indicou que "nenhuma decisão final foi tomada e que as opções de logística e cobertura da imprensa ainda estavam sendo avaliadas". Em 12 de agosto, o presidente do comitê de credenciais, Doyle Webb, disse que um pequeno grupo de repórteres seria de fato permitido para cobrir o negócio oficial da convenção de um dia, incluindo as nomeações de Trump e Pence.
Oradores selecionados:
| Orador | Orador         | Posição/notabilidade                                                    | Local                                                       | Notas                                       | Citação                |
| ------ | -------------- | ----------------------------------------------------------------------- | ----------------------------------------------------------- | ------------------------------------------- | ---------------------- |
|        | Ronna McDaniel | Presidente do Comitê Nacional Republicano                               | Charlotte Convention Center em Charlotte, Carolina do Norte | Mestre de cerimônias da sessão de negócios. | [ 125 ] [ 126 ]        |
|        | Scott Walker   | Ex-governador de Wisconsin                                              | Charlotte Convention Center em Charlotte, Carolina do Norte | Discurso durante a chamada                  | [ 120 ] [ 121 ]        |
|        | Mike Pence     | Indicado para o segundo mandato como vice-presidente dos Estados Unidos | Charlotte Convention Center em Charlotte, Carolina do Norte | Discurso de agradecimento pré-aceitação     | [ 127 ] [ 128 ]        |
|        | Donald Trump   | Indicado para um segundo mandato como presidente dos Estados Unidos     | Charlotte Convention Center em Charlotte, Carolina do Norte | Discurso de comício MAGA pré-aceitação      | [ 92 ] [ 129 ] [ 130 ] |

### Washington, D.C.: 24–27 de agosto
Com os negócios oficiais da convenção concluídos, o evento de entretenimento de quatro noites foi ancorado no Andrew W. Mellon Auditorium em Washington, D.C., com vários outros eventos ocorrendo naquela cidade e em outros lugares.
A maioria dos discursos foi pré-gravada.
Em eventos com público presencial, como os discursos da primeira-dama Melania Trump e do vice-presidente Mike Pence, as práticas recomendadas pelos Centros de Controle e Prevenção de Doenças de máscaras protetoras e distanciamento social estiveram amplamente ausentes.

#### 24 de agosto: Sessão noturna
Tema: Terra da promessa
Horário: 20h30–23h00 EDT
Cronograma:
- Invocação
- Juramento de Fidelidade
- Programa principal da convenção

Oradores selecionados (em ordem de aparição):
| Orador | Orador                    | Posição/notabilidade                                                                                             | Local                                                                       | Citação                 |
| ------ | ------------------------- | --- | --------------------------------------------------------------------------- | ----------------------- |
|        | Timothy M. Dolan          | Cardeal, Arcebispo de Nova York [en]                                                                             | Nova York, Nova York                                                        |                         |
|        | Charlie Kirk              | Fundador e presidente da Turning Point USA                                                                       | Andrew W. Mellon Auditorium em Washington, D.C.                             | [ 125 ] [ 133 ] [ 134 ] |
|        | Matt Gaetz [en]           | Representante dos Estados Unidos da Flórida                                                                      | Andrew W. Mellon Auditorium em Washington, D.C.                             | [ 125 ] [ 133 ]         |
|        | Kimberly Klacik           | Candidata à Câmara dos EUA pelo 7º distrito de Maryland                                                          | Baltimore, Maryland                                                         | [ 125 ]                 |
|        | Ronna McDaniel            | Presidente do Comitê Nacional Republicano                                                                        | Andrew W. Mellon Auditorium em Washington, D.C.                             | [ 125 ] [ 126 ]         |
|        | Jim Jordan [en]           | Representante dos Estados Unidos de Ohio                                                                         |                                                                             | [ 125 ] [ 133 ]         |
|        | Herschel Walker [en]      | Ex-jogador de futebol americano                                                                                  |                                                                             | [ 126 ]                 |
|        | Vernon Jones              | Representante estadual da Geórgia (Democrata)                                                                    | Andrew W. Mellon Auditorium em Washington, D.C.                             | [ 125 ] [ 126 ]         |
|        | Andrew Pollack            | Pai de uma vítima do tiroteio na Stoneman Douglas High School [en]                                               | Andrew W. Mellon Auditorium em Washington, D.C.                             | [ 126 ] [ 135 ] [ 125 ] |
|        | Mark e Patricia McCloskey | Casal de St. Louis, Missouri, envolvido em um incidente com manifestantes do Black Lives Matter em junho de 2020 | St. Louis, Missouri                                                         | [ 125 ] [ 126 ]         |
|        | Kimberly Guilfoyle [en]   | Oficial da campanha de Trump, namorada de Donald Trump Jr., e ex-personalidade de televisão da Fox News          | Andrew W. Mellon Auditorium em Washington, D.C.                             | [ 125 ] [ 133 ]         |
|        | Steve Scalise             | Representante dos Estados Unidos da Luisiana e líder da minoria na Câmara                                        | Andrew W. Mellon Auditorium em Washington, D.C.                             | [ 125 ] [ 133 ]         |
|        | Sean Parnell              | Veterano do Exército dos Estados Unidos e candidato à Câmara dos EUA pelo 17º distrito da Pensilvânia            | Andrew W. Mellon Auditorium em Washington, D.C.                             | [ 125 ] [ 126 ]         |
|        | Maximo Alvarez            | Exilado cubano, fundador e presidente da Sunshine Gasoline Distributors                                          | Andrew W. MRepublicana 2020: Noite Doisellon Auditorium em Washington, D.C. |                         |
|        | Nikki Haley               | Ex-embaixadora dos Estados Unidos nas Nações Unidas e ex-governadora da Carolina do Sul                          | Andrew W. Mellon Auditorium em Washington, D.C.                             | [ 126 ] [ 125 ]         |
|        | Donald Trump Jr.          | Vice-presidente executivo da Organização Trump e filho do indicado presidencial                                  | Andrew W. Mellon Auditorium em Washington, D.C.                             | [ 136 ]                 |
|        | Tim Scott                 | Senador dos Estados Unidos da Carolina do Sul                                                                    | Andrew W. Mellon Auditorium em Washington, D.C.                             | [ 126 ] [ 125 ]         |

Segmentos de filme selecionados:
- Conversa com trabalhadores da linha de frente da COVID-19 na Sala Leste [en] da Casa Branca (com a participação do presidente Donald Trump)[126]
- Conversa com prisioneiros libertados do exterior na Sala de Recepção Diplomática da Casa Branca (com a participação do presidente Donald Trump)[126]

#### Terça-feira, 25 de agosto
Horário: 20h30–23h00 EDT
Tema: Terra de oportunidades
- Invocação pela Pastora Norma Urrabazo[137]
- Cerimônia principal da convenção

Oradores selecionados (em ordem de aparição):
| Orador | Orador                | Posição/notabilidade | Local                                               | Notas     | Citação                         |
| ------ | --------------------- | --- | --------------------------------------------------- | --------- | ------------------------------- |
|        | Norma Urrabazo        | Pastora | Andrew W. Mellon Auditorium em Washington, D.C.     | Invocação | [ 137 ]                         |
|        | Myron Lizer           | Vice-presidente da Nação Navajo                                                                                            | Shiprock Pinnacle em Novo México                    |           | [ 137 ] [ 138 ]                 |
|        | Rand Paul             | Senador dos Estados Unidos de Kentucky                                                                                     | Andrew W. Mellon Auditorium em Washington, D.C.     |           | [ 137 ] [ 138 ]                 |
|        | Larry Kudlow          | Diretor do Conselho Econômico Nacional                                                                                     | Redding, Connecticut                                |           | [ 139 ]                         |
|        | Cissie Graham Lynch   | Filha de Franklin Graham e neta de Billy Graham                                                                            | Andrew W. Mellon Auditorium em Washington, D.C.     |           | [ 139 ]                         |
|        | Robert Vlaisavljevich | Prefeito de Eveleth, Minnesota (Democrata)                                                                                 | Prefeitura de Eveleth em Eveleth, Minnesota         |           | [ 139 ] [ 138 ]                 |
|        | Abby Johnson          | Autora conhecida pelo filme anti-aborto Unplanned [en]                                                                     | Andrew W. Mellon Auditorium em Washington, D.C.     |           | [ 137 ] [ 138 ]                 |
|        | Nicholas Sandmann     | Adolescente de Kentucky cuja interação com o ativista Nativo Americano Nathan Phillips no National Mall viralizou em 2019. | Lincoln Memorial em Washington, D.C.                |           | [ 137 ] [ 138 ]                 |
|        | Pam Bondi             | Ex-procuradora-geral da Flórida Advogada de defesa no impeachment.                                                         | Andrew W. Mellon Auditorium em Washington, D.C.     |           | [ 139 ] [ 138 ] [ 141 ]         |
|        | Tiffany Trump         | Filha do indicado presidencial                                                                                             | Andrew W. Mellon Auditorium em Washington, D.C.     |           | [ 139 ] [ 108 ] [ 142 ]         |
|        | Kim Reynolds          | Governadora de Iowa | Des Moines, Iowa                                    |           | [ 139 ] [ 138 ]                 |
|        | Jeanette Núñez        | Vice-governadora da Flórida                                                                                                | Andrew W. Mellon Auditorium em Washington, D.C.     |           | [ 139 ] [ 138 ]                 |
|        | Eric Trump            | Vice-presidente executivo da Organização Trump e filho do indicado presidencial                                            | Andrew W. Mellon Auditorium em Washington, D.C.     |           | [ 139 ] [ 108 ] [ 142 ]         |
|        | Daniel Cameron        | Procurador-Geral de Kentucky                                                                                               | Andrew W. Mellon Auditorium em Washington, D.C.     |           | [ 137 ] [ 138 ]                 |
|        | Mike Pompeo           | Secretário de Estado dos Estados Unidos                                                                                    | Hotel King David [en] em Jerusalém, Israel          |           | [ 139 ] [ 143 ] [ 144 ] [ 145 ] |
|        | Melania Trump         | Primeira-Dama dos Estados Unidos, esposa do indicado presidencial                                                          | Jardim das Rosas da Casa Branca em Washington, D.C. |           | [ 139 ] [ 108 ] [ 142 ]         |

Mary Ann Mendoza também estava programada para falar. No entanto, horas antes de sua participação no programa, ela postou um tweet em apoio a uma teoria da conspiração antissemita e destacou especificamente sua referência a os Protocolos dos Sábios de Sião. A RNC cancelou imediatamente sua aparição.
Segmentos de vídeo selecionados:
- Donald Trump indultando Jon Ponder na Casa Branca[137]
- Cerimônia de Naturalização na Casa Branca (com Donald Trump e Chad Wolf)[137]

- Presidente Trump concedendo indulto total a Jon Ponder
- Presidente Trump participando de uma cerimônia de naturalização

#### Quarta-feira, 26 de agosto
Horário: 20h30–23h00 EDT
Cronograma:
- Invocação pelo Rabino Aryeh Spero[147]
- Juramento de Fidelidade por Joseph Deslauriers[148]
- Programa principal da convenção
- Execução do hino nacional ("The Star-Spangled Banner") por Trace Adkins[149]

Tema: Terra de heróis
Oradores selecionados (em ordem de aparição):
| Orador | Orador                    | Posição/notabilidade | Local                                                  | Notas                                               | Citação                 |
| ------ | ------------------------- | --- | ------------------------------------------------------ | --------------------------------------------------- | ----------------------- |
|        | Aryeh Spero               | Rabino | Andrew W. Mellon Auditorium em Washington, D.C.        | Listado incorretamente como Shubert Spero pela RNC  | [ 147 ]                 |
|        | Kristi Noem               | Governadora de Dakota do Sul | Andrew W. Mellon Auditorium em Washington, D.C.        |                                                     | [ 149 ] [ 150 ]         |
|        | Scott Dane                | Diretor executivo da Associated Contract Loggers & Truckers de Minnesota |                                                        |                                                     | [ 149 ] [ 138 ] [ 151 ] |
|        | Marsha Blackburn          | Senadora dos Estados Unidos de Tennessee | Andrew W. Mellon Auditorium em Washington, D.C.        |                                                     | [ 149 ] [ 150 ]         |
|        | Dan Crenshaw              | Representante dos Estados Unidos de Texas | USS Texas BB-35 em La Porte, Texas                     |                                                     | [ 149 ] [ 150 ]         |
|        | Keith Kellogg [en]        | Conselheiro de segurança nacional do vice-presidente | Andrew W. Mellon Auditorium em Washington, D.C.        |                                                     | [ 149 ] [ 152 ]         |
|        | Kayleigh McEnany          | Secretária de Imprensa da Casa Branca | Andrew W. Mellon Auditorium em Washington, D.C.        |                                                     | [ 149 ]                 |
|        | Karen Pence               | Segunda-Dama dos Estados Unidos, esposa do indicado vice-presidencial | Andrew W. Mellon Auditorium em Washington, D.C.        |                                                     | [ 149 ] [ 150 ]         |
|        | Kellyanne Conway          | Conselheira do Presidente [en] | Andrew W. Mellon Auditorium em Washington, D.C.        |                                                     | [ 149 ] [ 150 ]         |
|        | Irmã Deirdre "Dede" Byrne | Membro das Pequenas Trabalhadoras dos Sagrados Corações de Jesus e Maria, coronel do Corpo Médico do Exército dos EUA, cirurgiã geral no Centro Católico Espanhol em Washington, D.C., ativista anti-aborto | Andrew W. Mellon Auditorium em Washington, D.C.        |                                                     | [ 149 ] [ 150 ]         |
|        | Lou Holtz                 | Ex-treinador de futebol americano | Orlando, Flórida                                       |                                                     | [ 149 ]                 |
|        | Michael McHale            | Presidente da Associação Nacional de Organizações Policiais | Andrew W. Mellon Auditorium em Washington, D.C.        |                                                     | [ 149 ] [ 138 ]         |
|        | Elise Stefanik            | Representante dos Estados Unidos de Nova York | Andrew W. Mellon Auditorium em Washington, D.C.        |                                                     | [ 149 ] [ 150 ]         |
|        | Madison Cawthorn          | Candidato à Câmara dos EUA pelo 11º distrito da Carolina do Norte | Andrew W. Mellon Auditorium em Washington, D.C.        |                                                     | [ 149 ] [ 150 ]         |
|        | Jack Brewer               | Ex-jogador de futebol americano | Andrew W. Mellon Auditorium em Washington, D.C.        |                                                     | [ 149 ] [ 154 ]         |
|        | Chen Guangcheng           | Ativista de direitos civis chinês | Andrew W. Mellon Auditorium em Washington, D.C.        |                                                     | [ 149 ]                 |
|        | Lee Zeldin                | Representante dos Estados Unidos de Nova York | Westhampton, Nova York                                 |                                                     | [ 149 ] [ 150 ]         |
|        | Joni Ernst                | Senadora dos Estados Unidos de Iowa |                                                        |                                                     | [ 149 ] [ 150 ]         |
|        | Burgess Owens             | Ex-jogador profissional de futebol americano e candidato à Câmara dos Representantes dos EUA em Utah | Andrew W. Mellon Auditorium em Washington, D.C.        |                                                     | [ 149 ] [ 138 ]         |
|        | Lara Trump [en]           | Porta-voz da campanha de Trump e nora do presidente | Andrew W. Mellon Auditorium em Washington, D.C.        |                                                     | [ 149 ] [ 150 ]         |
|        | Clarence Henderson        | Presidente do capítulo da Carolina do Norte da Fundação Frederick Douglass | Greensboro, Carolina do Norte                          |                                                     | [ 149 ] [ 138 ]         |
|        | Richard Grenell           | Ex-Embaixador dos Estados Unidos na Alemanha, ex-diretor interino de inteligência nacional | Andrew W. Mellon Auditorium em Washington, D.C.        |                                                     | [ 149 ] [ 152 ]         |
|        | Mike Pence                | Indicado para vice-presidente, Vice-Presidente dos Estados Unidos | Fort McHenry Monumento Nacional em Baltimore, Maryland | Discurso de aceitação da nomeação vice-presidencial | [ 127 ] [ 128 ] [ 149 ] |

#### Quinta-feira, 27 de agosto
Horário: 20h30–23h00 EDT
Tema: Terra de grandeza
Cronograma:
- Invocação por Franklin Graham[155]
- Juramento de Fidelidade realizado por Madeleine e Jackson Kratzer[156]
- Programa principal da convenção[157]
- Fogos de artifício[157]
- Performance musical por Christopher Macchio[158]

Oradores (em ordem de aparição):
| Orador | Orador              | Posição/notabilidade                                                                | Local                                                        | Notas                                          | Citação                         |
| ------ | ------------------- | ----------------------------------------------------------------------------------- | ------------------------------------------------------------ | ---------------------------------------------- | ------------------------------- |
|        | Franklin Graham     | Evangelista cristão, filho de Billy Graham                                          | Andrew W. Mellon Auditorium em Washington, D.C.              | Invocação                                      | [ 150 ]                         |
|        | Kevin McCarthy      | Líder da minoria na Câmara                                                          | Terrenos do Capitólio dos Estados Unidos em Washington, D.C. |                                                | [ 157 ] [ 150 ]                 |
|        | Ja'Ron Smith        | Assistente do presidente em política interna                                        | Andrew W. Mellon Auditorium em Washington, D.C.              |                                                | [ 157 ] [ 150 ]                 |
|        | Jeff Van Drew       | Representante dos Estados Unidos de Nova Jersey                                     | Andrew W. Mellon Auditorium em Washington, D.C.              |                                                | [ 157 ] [ 150 ]                 |
|        | Dan Scavino         | Vice-chefe de gabinete da Casa Branca para comunicações                             | Andrew W. Mellon Auditorium em Washington, D.C.              |                                                | [ 157 ]                         |
|        | Mitch McConnell     | Líder da maioria no Senado                                                          | Louisville, Kentucky                                         |                                                | [ 157 ] [ 150 ]                 |
|        | Dana White          | Presidente do UFC                                                                   | Las Vegas, Nevada                                            |                                                | [ 157 ] [ 150 ]                 |
|        | Sean Reyes          | Procurador-Geral de Utah                                                            | Andrew W. Mellon Auditorium em Washington, D.C.              |                                                | [ 157 ]                         |
|        | Ann Dorn            | Viúva de David Dorn                                                                 | St. Louis, Missouri}                                         |                                                | [ 157 ] [ 159 ]                 |
|        | Ben Carson          | Secretário de Habitação e Desenvolvimento Urbano                                    | Andrew W. Mellon Auditorium em Washington, D.C.              |                                                | [ 157 ] [ 150 ]                 |
|        | Patrick Lynch       | Presidente da Associação Benevolente de Policiais da Cidade de Nova York            | Nova York                                                    |                                                | [ 157 ]                         |
|        | Rudy Giuliani       | Ex-prefeito de Nova York e advogado de Trump                                        | Andrew W. Mellon Auditorium em Washington, D.C.              |                                                | [ 157 ] [ 150 ]                 |
|        | Tom Cotton          | Senador dos Estados Unidos de Arkansas                                              | Andrew W. Mellon Auditorium em Washington, D.C.              |                                                | [ 157 ] [ 150 ]                 |
|        | Carl Mueller        | Pais de Kayla Mueller, trabalhadora humanitária sequestrada e assassinada pelo ISIS | Andrew W. Mellon Auditorium em Washington, D.C.              |                                                | [ 157 ] [ 159 ]                 |
|        | Marsha Mueller      | Pais de Kayla Mueller, trabalhadora humanitária sequestrada e assassinada pelo ISIS |                                                              |                                                | [ 157 ] [ 159 ]                 |
|        | Alice Marie Johnson | Autora e ex-prisioneira federal cuja sentença foi comutada por Trump em 2018        | Andrew W. Mellon Auditorium em Washington, D.C.              |                                                | [ 157 ] [ 150 ]                 |
|        | Ivanka Trump        | Filha do indicado presidencial e conselheira sênior do presidente                   | Gramado Sul da Casa Branca em Washington, D.C.               | Discurso de introdução para Donald Trump       | [ 157 ] [ 160 ] [ 161 ] [ 162 ] |
|        | Donald Trump        | Indicado para presidente, Presidente dos Estados Unidos                             | Gramado Sul da Casa Branca em Washington, D.C.               | Discurso de aceitação da nomeação presidencial | [ 92 ] [ 129 ] [ 130 ] [ 163 ]  |

## Discursos notáveis

### Kimberly Guilfoyle
A liderança presidencial não é garantida. É uma escolha! Biden, Harris e os demais socialistas mudarão fundamentalmente esta nação... Eles irão desfinanciar, desmantelar e destruir as forças policiais da América! Quando você estiver em apuros e precisar da polícia, não conte com os democratas!

—Kimberly Guilfoyle na Convenção Nacional Republicana de 2020
Kimberly Guilfoyle, porta-voz da campanha de Trump e namorada do filho do presidente, Donald Trump Jr., discursou na noite de abertura da convenção. Ela apresentou uma visão sombria de uma América liderada pelo candidato democrata Joe Biden. Guilfoyle criticou os democratas, acusando-os de promoverem uma "cultura do cancelamento", entre outros ataques. Em parte de seu discurso, ela criticou a governança da Califórnia, estado cujo governador atual é seu ex-marido, o democrata Gavin Newsom.
Guilfoyle proferiu a maior parte de suas falas em tom elevado, o que levou seu discurso a ser descrito como "estridente". As últimas frases de seu discurso, especialmente "o melhor ainda está por vir!!!", geraram o desafio online "Guilfoyle Challenge". Seu discurso foi descrito como "sombrio" em tom e entrega, recebendo críticas de figuras tanto conservadoras quanto liberais.
Em seu discurso, Guilfoyle se declarou uma orgulhosa "americana de primeira geração". Embora seu pai tenha imigrado da Irlanda, essa afirmação sugeriu que sua mãe, natural de Porto Rico, também seria uma "imigrante". Isso contradiz o fato de que Porto Rico faz parte dos Estados Unidos desde 1898, com os porto-riquenhos recebendo cidadania em 1917 e o território sendo contemplado com cidadania por nascimento em 1940, o que significa que a mãe de Guilfoyle era cidadã americana por nascimento.

### Nikki Haley
Em grande parte do Partido Democrata, agora é moda dizer que a América é racista. Isso é uma mentira. A América não é um país racista... A América é uma história em construção. Agora é o momento de construir sobre esse progresso e tornar a América ainda mais livre, justa e melhor para todos. Por isso, é tão trágico ver grande parte do Partido Democrata fechando os olhos para tumultos e fúria.

—Nikki Haley na Convenção Nacional Republicana de 2020
A ex-embaixadora dos Estados Unidos nas Nações Unidas, Nikki Haley, discursou na noite de abertura da convenção. Logo no início de seu discurso, ela citou a ex-embaixadora nas Nações Unidas Jeane Kirkpatrick, que disse: "Os democratas sempre culpam a América primeiro". Essa foi uma frase marcante do discurso de Kirkpatrick na Convenção Nacional Republicana de 1984.
Em seu discurso, Haley mencionou seus pais, ambos imigrantes da Índia.
Haley associou o candidato democrata Joe Biden à esquerda socialista. Ela também sugeriu que uma presidência de Biden seria benéfica aos interesses da China e do Irã. Haley criticou fortemente a política externa da administração Obama, na qual Biden atuou como vice-presidente. Ela argumentou que, enquanto Trump "tem um histórico de força e sucesso", Biden "tem um histórico de fraqueza e fracasso", e que, enquanto Trump "impulsionou a América para frente", Biden "segurou a América para trás".

### Tim Scott
O 99º aniversário do meu avô seria amanhã. Quando jovem, ele tinha que atravessar a rua se uma pessoa branca estivesse vindo. Ele sofreu a indignidade de ser forçado a abandonar a escola na terceira série para colher algodão e nunca aprendeu a ler ou escrever. No entanto, ele viveu para ver seu neto se tornar o primeiro afro-americano eleito para a Câmara e o Senado dos Estados Unidos. Nossa família foi do algodão ao Congresso em uma geração. É por isso que acredito que o próximo século americano pode ser melhor que o último. Há milhões de famílias como a minha por toda esta nação... cheias de potencial, buscando viver o sonho americano. E estou aqui esta noite para dizer que apoiar a chapa republicana oferece a melhor chance de tornar esse sonho realidade.

—Tim Scott na Convenção Nacional Republicana de 2020
O senador dos Estados Unidos pelo estado da Carolina do Sul, Tim Scott, discursou na noite de abertura da convenção. Em seu discurso, Scott declarou que "2020 testou nossa nação de maneiras que não víamos há décadas", mencionando a pandemia de COVID-19, bem como o assassinato de George Floyd e o tiroteio contra Breonna Taylor como eventos que desafiaram os Estados Unidos.
Scott elogiou as ações da administração Trump em relação à reforma policial. Ele citou as zonas de oportunidade como algo em que trabalhou com Trump para criar (sem mencionar o envolvimento fundamental dos democratas Cory Booker e Ron Kind, que propuseram a ideia em colaboração com Scott).
Scott declarou apoio à escolha escolar. Ele expressou oposição à cultura do cancelamento. Ele afirmou sua crença na "bondade da América".
Ele citou declarações do candidato presidencial democrata Joe Biden que considerou ofensivas como homem negro. Ele também criticou ações de Biden, como seu envolvimento na Lei do Crime de 1994 [en].
Scott acusou Biden de querer conceder cortes de impostos a milionários de estados "azuis" às custas da maioria dos americanos. Ele apresentou a Lei de Cortes de Impostos e Empregos de 2017 de Trump como tendo beneficiado "mães solteiras, famílias trabalhadoras e aqueles em necessidade".
Scott tentou associar Biden e sua companheira de chapa Kamala Harris ao socialismo. Ele declarou: "Os democratas radicais de Joe Biden estão tentando transformar permanentemente o que significa ser americano. Não se engane, Joe Biden e Kamala Harris querem uma revolução cultural. Uma América fundamentalmente diferente. Se permitirmos, eles transformarão nosso país em uma utopia socialista, e a história nos ensinou que esse caminho leva apenas a dor e miséria, especialmente para pessoas trabalhadoras que desejam prosperar."
O discurso de Scott também incluiu elementos autobiográficos.

### Presidente Donald Trump
Desde o momento em que deixei minha antiga vida para trás — e era uma boa vida — não fiz nada além de lutar por vocês. Fiz o que o establishment político nunca esperou e nunca poderia perdoar, quebrando a regra fundamental da política de Washington. Mantive minha promessa. Juntos, acabamos com o domínio da classe política fracassada, e eles estão desesperados para recuperar seu poder por qualquer meio necessário. Vocês viram isso. Eles estão com raiva de mim porque, em vez de colocá-los em primeiro lugar, eu simplesmente disse: "América em primeiro lugar."

—Donald Trump na Convenção Nacional Republicana de 2020
O presidente Donald Trump fez seu discurso de aceitação na noite final da convenção, no Jardim Sul da Casa Branca em Washington, D.C..
O discurso de Trump buscou defender seu próprio histórico como presidente, especialmente a resposta de sua administração à pandemia de COVID-19.
Trump mencionou seu principal adversário, o candidato democrata Joe Biden, pelo nome 41 vezes. Em contraste, o discurso de aceitação da indicação democrata de Biden, uma semana antes, não mencionou o nome de Trump nenhuma vez. O discurso apresentou Biden como "fraco" e como um instrumento da ala esquerda do Partido Democrata, chegando a chamá-lo de "Cavalo de Troia para o socialismo". Ele também caracterizou Biden como um potencial "destruidor da grandeza americana". O discurso também atacou o histórico de Biden.
De acordo com o American Presidency Project, com 70 minutos de duração, o discurso de aceitação de Trump foi o segundo mais longo discurso de aceitação de indicação de um grande partido, atrás apenas de seu próprio discurso de aceitação de 2016.

### Donald Trump Jr.
Pessoas de fé estão sob ataque. Não é permitido ir à igreja, mas o caos em massa nas ruas recebe passe livre. É quase como se esta eleição estivesse se configurando como igreja, trabalho e escola contra tumultos, saques e vandalismo.

—Donald Trump Jr. na Convenção Nacional Republicana de 2020
O filho do presidente discursou na noite de abertura da convenção. Ele retratou um cenário de descenso à anarquia, violência e opressão caso a chapa democrata vença a eleição. Trump Jr. apresentou a oposição como conspirando para destruir o modo de vida americano. Ele alertou que os democratas "querem nos intimidar até a submissão. Se conseguirem, não será mais a maioria silenciosa. Será a maioria silenciada." Ele também os acusou de "atacar os próprios princípios sobre os quais nossa nação foi fundada — liberdade de pensamento, liberdade de expressão, liberdade de religião, o Estado de direito."
Ele ridicularizou o principal adversário de seu pai para a presidência, o candidato democrata Biden, com vários apelidos, incluindo "Biden de Pequim" e "o Monstro do Lago Ness do pântano". Ele destacou a situação da economia antes da COVID-19 e atribuiu a culpa pela pandemia ao Partido Comunista Chinês.

## Manifestações e protestos
Nos dias que antecederam a convenção, protestos começaram a surgir contra o evento em Charlotte, Carolina do Norte, e em Washington, D.C.

### Contraconvenção
Em maio de 2020, republicanos do movimento Never Trump, opostos à presidência de Trump, anunciaram a intenção de realizar uma "Convenção sobre Princípios Fundadores" simultaneamente à Convenção Nacional Republicana em Charlotte. Entre os oradores programados estavam o ex-diretor da CIA Michael Hayden; o ex-diretor do FBI James Comey; ex-políticos republicanos, incluindo a ex-governadora de Nova Jersey Christine Todd Whitman, o ex-congressista Mark Sanford, o ex-congressista Charlie Dent [en] e o senador estadual de Nebraska John S. McCollister; o ex-diretor de comunicações de Trump Anthony Scaramucci [en]; o candidato presidencial independente de 2016 Evan McMullin; e vários fundadores do Projeto Lincoln.

### Marcha do Compromisso: Tire o Joelho do Nosso Pescoço
A National Action Network de Al Sharpton obteve autorizações para realizar uma grande marcha e comício com até 100.000 pessoas no National Mall em 28 de agosto, com eventos anteriores ocorrendo nos dias imediatamente anteriores. Esse evento foi autorizado bem antes de a convenção republicana ser transferida para a cidade.

## Controvérsias

### Riscos de COVID-19

#### Multidões durante a convenção
Em eventos com público presencial, como os discursos da primeira-dama Melania Trump, do vice-presidente Mike Pence, de Ivanka Trump e do presidente Donald Trump, as práticas recomendadas pelo Centros de Controle e Prevenção de Doenças de uso de máscaras de proteção e distanciamento social foram amplamente ignoradas. Muitos membros do público não foram testados para COVID-19.
Durante a convenção, membros da primeira e da segunda famílias foram vistos sem máscaras, interagindo sem distanciamento social em meio a multidões também sem máscaras. A multidão de 1.500 pessoas na Casa Branca na noite final também desrespeitou amplamente as regulamentações de Washington, D.C., que proíbem reuniões com mais de 50 pessoas.
Apesar de serem obrigados a usar máscaras de proteção e manter o distanciamento social, muitos delegados na sessão matinal do primeiro dia, realizada em Charlotte, não usaram máscaras e não praticaram o distanciamento social, gerando controvérsias. Autoridades locais de saúde expressaram preocupação. Quatro dias depois, em 28 de agosto, foi relatado que quatro pessoas associadas ao evento em Charlotte — dois participantes da sessão matinal e dois funcionários de apoio — testaram positivo para COVID-19 posteriormente.
Isso contrastou fortemente com a Convenção Nacional Democrata de 2020, realizada na semana anterior, onde a única audiência presencial foi um estacionamento de espectadores socialmente distantes (assistindo de seus carros) para o final com fogos de artifício na última noite, e onde máscaras foram usadas em alguns momentos pelos indicados presidencial e vice-presidencial e seus cônjuges.

#### Planos anteriores da convenção
Preocupações com a segurança foram levantadas sobre planos anteriores de realizar uma convenção presencial em grande escala em meio a uma pandemia. Apesar dessas preocupações, Trump resistiu por um período prolongado aos apelos para reduzir a escala da convenção.
Quando o evento estava programado para ocorrer em Jacksonville, residentes e proprietários de negócios próximos à VyStar Arena entraram com uma ação judicial pedindo que um juiz declarasse o evento um "incomodo público" devido ao risco à saúde que representava "sob as circunstâncias e práticas incentivadas e exigidas pelo Comitê Nacional Republicano", e solicitaram que o juiz bloqueasse o uso da arena para o evento ou limitasse a participação a apenas 2.500 pessoas.

### Politização do cargo de Secretário de Estado
O discurso do secretário de Estado Mike Pompeo na convenção, proferido durante uma viagem diplomática a Israel, foi citado como uma possível violação da Lei Hatch.
No dia 25 de agosto, mesmo dia em que Pompeo discursou, o presidente da Subcomissão de Supervisão e Investigações de Assuntos Externos da Câmara e democrata Joaquin Castro [en] abriu uma investigação congressional sobre a legalidade do discurso planejado por Pompeo. Em 26 de outubro de 2020, os democratas Eliot Engel (presidente da Comissão de Assuntos Externos da Câmara) e Nita Lowey [en] (presidente da Comissão de Apropriações da Câmara), confirmaram que o Escritório de Conselho Especial havia iniciado uma investigação sobre possíveis violações da Lei Hatch relacionadas ao discurso de Pompeo.
A adequação de ter o secretário de Estado em exercício, Mike Pompeo, discursando em uma convenção política foi questionada. Os predecessores modernos de Pompeo evitaram participar de convenções políticas enquanto exerciam o cargo de secretário de Estado. O discurso ocorreu apesar de Pompeo ter alertado outros diplomatas contra participarem "indevidamente" de atividades políticas.

### Politização da Casa Branca e outros locais do governo federal
Sophia Ankel, do USA Today, observou que o uso de locais simbólicos do governo federal para uma convenção política marcou um desvio das normas políticas e foi amplamente criticado. O uso da Casa Branca como cenário para partes da convenção gerou críticas, que argumentaram que Trump estava utilizando a Casa Branca para eventos puramente políticos em um grau que nenhum de seus predecessores presidenciais havia feito.
Alguns especialistas e políticos questionaram a legalidade do uso da Casa Branca para discursos da convenção e outras partes do evento. As questões sobre sua legalidade centraram-se na premissa de que quaisquer funcionários federais (exceto o presidente e o vice-presidente) que auxiliassem em atividades de campanha em uma propriedade do governo federal poderiam estar violando a Lei Hatch. O discurso de Ivanka Trump, conselheira oficial da Casa Branca, no Jardim Sul da Casa Branca, enquanto ocupava um cargo oficial no governo federal, também foi citado como uma possível violação da Lei Hatch.
O uso de propriedades do Serviço de Parques Nacionais para a exibição de fogos de artifício de encerramento da convenção foi considerado por alguns especialistas como levantando preocupações éticas e possíveis violações da Lei Hatch.

### Violação da Lei Hatch por Lynne Patton
Em abril de 2021, Lynne Patton, que era administradora do Departamento de Habitação e Desenvolvimento Urbano dos Estados Unidos para a Região II durante a Convenção Nacional Republicana, foi multada em US$ 1.000 e proibida por quatro anos de ocupar cargos federais como parte de um acordo com o Escritório de Conselho Especial dos EUA, após admitir ter violado a Lei Hatch de 1939 ao usar sua posição oficial no governo federal para produzir um segmento de vídeo com residentes da Autoridade de Habitação da Cidade de Nova York. Ela utilizou seu cargo para desenvolver relacionamentos que usou para recrutar participantes para entrevistas que conduziu para produzir o segmento de vídeo.
Logo após a convenção, o vereador democrata de Nova York (e candidato ao Congresso) Ritchie Torres exigiu uma investigação federal sobre as ações de Patton. Em outubro de 2020, um relatório divulgado pelo escritório da senadora democrata dos Estados Unidos Elizabeth Warren, compilado por sua equipe, sobre possíveis violações da Lei Hatch pela administração Trump citou isso como uma das possíveis violações de Patton.

### Outras possíveis violações da Lei Hatch
Vários aspectos da convenção foram citados como possíveis violações da Lei Hatch.
Em 3 de setembro de 2020, democratas da Comissão de Supervisão e Reforma da Câmara enviaram uma carta ao Escritório de Conselho Especial solicitando uma investigação sobre "múltiplas e repetidas violações" da Lei Hatch cometidas durante a convenção.

#### Participação de Chad Wolf em segmento de cerimônia de naturalização
A aparição do secretário interino do Departamento de Segurança Interna, Chad Wolf [en], na cerimônia de naturalização, que fez parte do programa da convenção, foi citada por alguns como uma possível violação da Lei Hatch. A Citizens for Responsibility and Ethics in Washington apresentou uma queixa ao Escritório de Conselho Especial, argumentando que isso era uma clara violação da Lei Hatch.

### Uso de atos oficiais do cargo no programa da convenção
Jornalistas questionaram a ética do presidente Trump ao usar vídeos de atos oficiais do cargo, como um vídeo de uma cerimônia de indulto e a participação em uma cerimônia de naturalização pré-gravada, como partes do programa da convenção. Essas ações foram criticadas como uma politização das funções governamentais. A exibição de tais poderes presidenciais como parte de uma convenção de partido político desviou-se das normas políticas dos Estados Unidos.

### Uso de participantes não informados

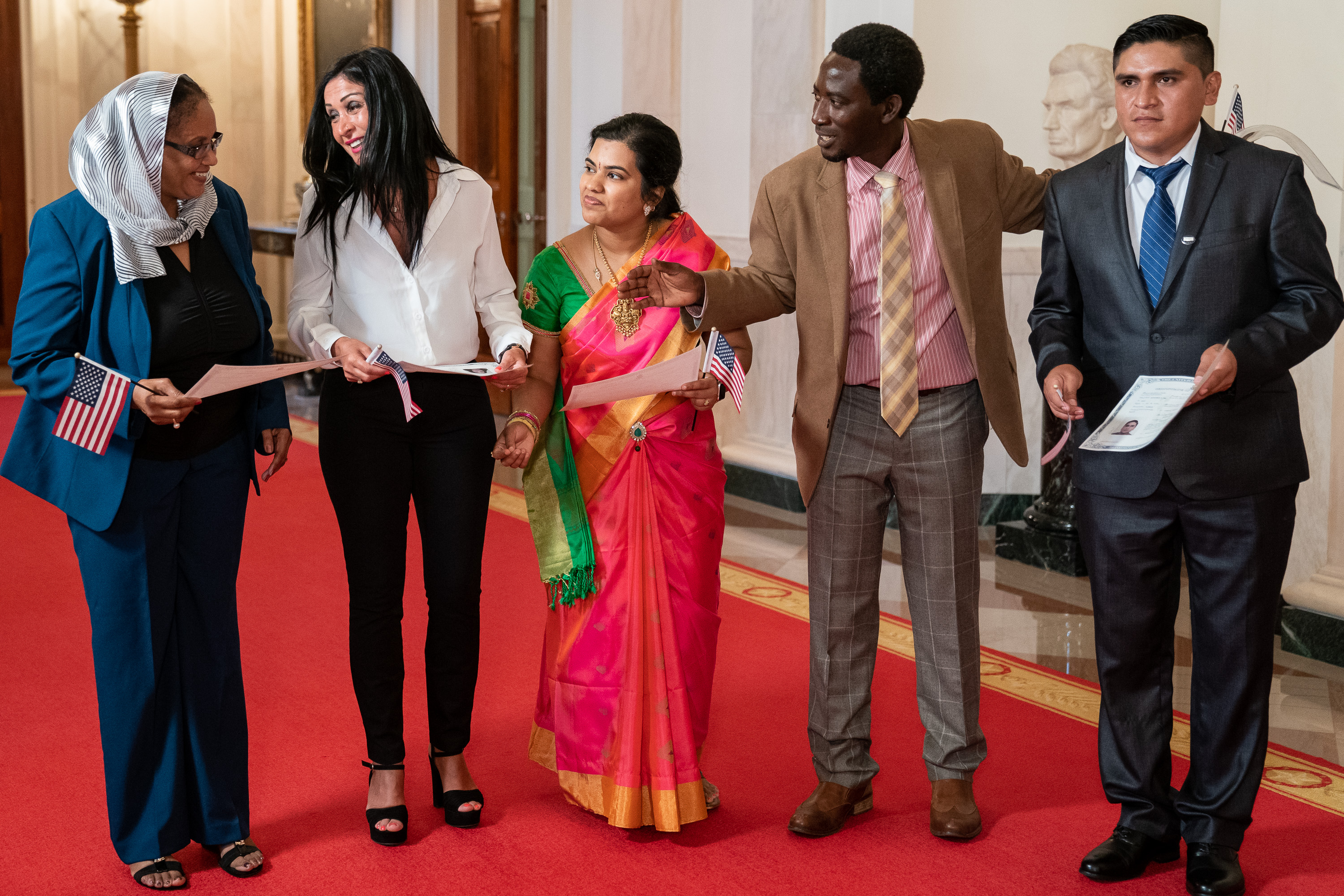
Entre outros, vários participantes da cerimônia de naturalização destacada reclamaram que não foram informados de que seriam apresentados na Convenção Nacional Republicana

Vários indivíduos apresentados na convenção não sabiam de sua inclusão. Alguns participantes da cerimônia de naturalização vieram a público para reclamar que não foram informados de que o evento faria parte da Convenção Nacional Republicana. Vários dos apresentados em um vídeo com residentes da Autoridade de Habitação da Cidade de Nova York reclamaram que não sabiam que suas entrevistas seriam usadas para a Convenção Nacional Republicana e que não apoiavam Trump.

### Discurso de Ann Dorn
As filhas de David Dorn se opuseram ao uso, por parte de Ann Dorn, sua viúva, da morte de seu pai para apoiar a candidatura de Trump, a quem elas lembraram que seu pai era politicamente contrário.

## Transmissão e cobertura midiática
Foi anunciado em 2 de agosto de 2020 que repórteres não teriam permissão para estar presentes durante os negócios dos delegados em Charlotte, mas que a convenção seria, no entanto, transmitida ao vivo. Isso marcou a primeira vez na história moderna que a mídia não teve acesso ao evento de nomeação de um candidato de um grande partido. No entanto, o Comitê Nacional Republicano voltou atrás, dizendo que a decisão de barrar a entrada de repórteres não era definitiva. Em 5 de agosto, o presidente Trump afirmou que a convenção, de fato, seria aberta à imprensa.

### Audiência televisiva noturna

#### Noite 1
A primeira noite da convenção republicana teve 17,0 milhões de espectadores em todas as redes de cabo e televisão rastreadas pela Nielsen. A primeira noite da convenção democrata teve 19,7 milhões de espectadores nas mesmas redes.
Conforme a tabela abaixo, em seis grandes redes tradicionais de televisão (NBC, CBS, ABC) e cabo (FNC, CNN, MSNBC) rastreadas pela Nielsen, a primeira noite da convenção republicana teve 15,9 milhões de espectadores, em comparação com 18,8 milhões de espectadores para a primeira noite da convenção democrata. De acordo com a C-SPAN, a primeira noite da convenção republicana teve 440.000 espectadores na C-SPAN, em comparação com 76.000 espectadores para a primeira noite da convenção democrata.
Em comparação com 2016, a única rede de cabo ou televisão que viu um aumento na audiência para a Noite 1 foi a Fox News Channel.
| Rede  | Espectadores |
| ----- | ------------ |
| FNC   | 7.063.000    |
| CNN   | 2.023.000    |
| ABC   | 1.978.000    |
| NBC   | 1.740.000    |
| MSNBC | 1.570.000    |
| CBS   | 1.479.000    |

| Rede  | Espectadores |
| ----- | ------------ |
| FNC   | 1.572.000    |
| CNN   | 610.000      |
| NBC   | 541.000      |
| ABC   | 521.000      |
| CBS   | 424.000      |
| MSNBC | 308.000      |

#### Noite 2
A segunda noite da convenção republicana teve 19,4 milhões de espectadores em todas as redes de televisão rastreadas pela Nielsen. A segunda noite da convenção democrata teve 19,2 milhões de espectadores nas mesmas redes.
Conforme a tabela abaixo, a segunda noite da convenção republicana teve 18 milhões de espectadores em seis grandes redes tradicionais de televisão e cabo rastreadas pela Nielsen. A segunda noite da convenção democrata teve 18,5 milhões de espectadores nas mesmas seis redes.
Esses números não incluem espectadores em serviços de streaming.
Em comparação com 2016, as únicas redes que viram um aumento na audiência para a Noite 2 foram Fox News Channel e MSNBC.
| Rede  | Espectadores |
| ----- | ------------ |
| FNC   | 7.899.000    |
| NBC   | 2.495.000    |
| CNN   | 2.134.000    |
| ABC   | 2.097.000    |
| MSNBC | 1.827.000    |
| CBS   | 1.515.000    |

| Rede  | Espectadores |
| ----- | ------------ |
| FNC   | 1.634.000    |
| NBC   | 684.000      |
| CNN   | 618.000      |
| ABC   | 561.000      |
| MSNBC | 386.000      |
| CBS   | 362.000      |

#### Noite 3
A terceira noite da convenção republicana teve 17,3 milhões de espectadores em todas as redes de televisão rastreadas pela Nielsen. A terceira noite da convenção democrata teve 22,8 milhões de espectadores nas mesmas redes.
Em comparação com a Noite 2, a única rede que viu um aumento na audiência para a Noite 3 foi a CBS.
Em comparação com 2016, todas as redes tiveram uma queda na audiência para a Noite 3. (Nota: Muitos ao longo da costa sul dos Estados Unidos estavam se preparando para o Furacão Laura, e isso provavelmente contribuiu para a queda na audiência.)
| Rede  | Espectadores |
| ----- | ------------ |
| FNC   | 6.973.000    |
| NBC   | 1.966.000    |
| ABC   | 1.895.000    |
| CBS   | 1.781.000    |
| CNN   | 1.525.000    |
| MSNBC | 1.468.000    |

| Rede  | Espectadores |
| ----- | ------------ |
| FNC   | 1.376.000    |
| NBC   | 595.000      |
| ABC   | 534.000      |
| CBS   | 497.000      |
| CNN   | 490.000      |
| MSNBC | 311.000      |

#### Noite 4
A quarta noite da convenção republicana teve 23,8 milhões de espectadores em todas as redes de televisão rastreadas pela Nielsen. A quarta noite da convenção democrata teve 24,6 milhões de espectadores nas mesmas redes.
| Rede  | Espectadores |
| ----- | ------------ |
| FNC   | 9.043.000    |
| ABC   | 2.575.000    |
| NBC   | 2.271.000    |
| CNN   | 2.196.000    |
| MSNBC | 1.829.000    |
| CBS   | 1.784.000    |

| Rede  | Espectadores |
| ----- | ------------ |
| FNC   | 2.129.000    |
| CNN   | 759.000      |
| ABC   | 725.000      |
| NBC   | 720.000      |
| CBS   | 461.000      |
| MSNBC | 388.000      |

## Impacto
Uma pesquisa da ABC de 30 de agosto de 2020 constatou que não houve aumento nas taxas de aprovação de Trump após a convenção. Outras pesquisas indicaram que praticamente não houve impulso de convenção para nenhum dos partidos. Algumas pesquisas até mostraram que a taxa de aprovação de Trump caiu após a convenção.
Antes e durante as convenções, várias fontes especularam que impulsos significativos de convenção eram improváveis para qualquer um dos partidos. Isso se deveu a vários fatores citados. Um deles foi que os impulsos de convenção foram observados como sendo menores nas eleições recentes. Segundo alguns cálculos, os impulsos de convenção tiveram uma média de apenas 2 pontos desde 2004, em comparação com pouco menos de 7 pontos entre 1968 e 2000. Segundo outros cálculos, as médias de impulsos desde 1996 foram de 3,6 pontos, enquanto os impulsos entre 1962 e 1992 tiveram uma média de 6,3 pontos. Outro fator citado para a improbabilidade de qualquer partido gerar um impulso significativo de convenção em 2020 foi que as pesquisas na corrida de 2020 mostraram, nos meses anteriores à convenção, uma corrida notavelmente estável, com Biden mantendo consistentemente uma liderança média de 6 pontos, excedendo uma liderança de 10 pontos em algumas pesquisas e nunca caindo abaixo de uma liderança de 4 pontos na média das pesquisas. Foi demonstrado que corridas mais estáveis tendem a ter impulsos de convenção menores. Outro fator foi que as convenções, reduzidas devido à pandemia de COVID-19, foram vistas como menos propensas a gerar tanta atenção quanto as convenções anteriores, particularmente devido à diminuição da audiência televisiva. Outro fator foi que o eleitorado já tinha opiniões fortemente formadas sobre os candidatos, com mais eleitores tendo uma opinião forte sobre Trump do que qualquer incumbente desde pelo menos 1980, e mais eleitores tendo uma opinião forte sobre Biden do que qualquer desafiante a um incumbente desde pelo menos 1980. Corridas em que os eleitores têm opiniões fortes sobre os candidatos tendem a ter impulsos de convenção menores. O forte partidarismo entre o eleitorado foi outro fator citado.